# Prognatismo

Prognatismo canino. Hipertrofia óssea da mandíbula.

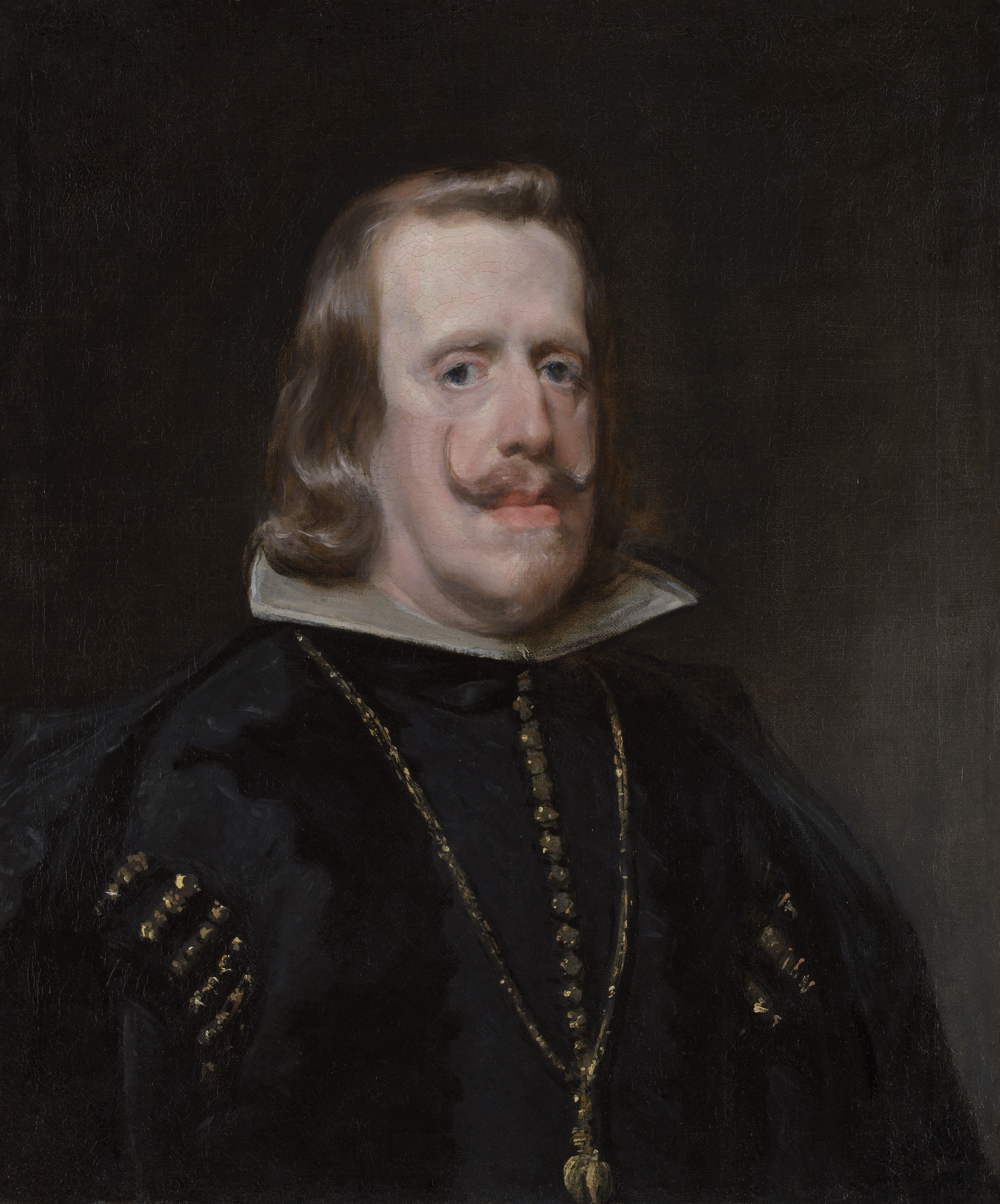
Filipe IV de Espanha, caso de prognatismo.

Em antropologia e medicina, chama-se prognatismo (do grego pro, "movimento para a frente", + gnathós "mandíbula") à proeminência dos dentes em relação ao plano  da face. Em animais com crânio o prognatismo é resultado de uma hipotrofia óssea da maxila ou hipertrofia óssea da mandíbula - a mandíbula é mais longa que a maxila. Artrópodes também podem ser apontados como prognatas, como por exemplo as formigas fêmeas, por terem peças bucais no ácron.
Em medicina, esta proeminência pode ser considerada uma afeção esquelética, ou seja, uma deformação da face, causada por um acidente, ou de origem genética, como o “famoso” prognatismo mandibular.